# Preben Stuer Lauridsen
 Der er for få eller ingen kildehenvisninger i denne artikel, hvilket er et problem. Du kan hjælpe ved at angive troværdige kilder til de påstande, som fremføres i artiklen.

Preben Stuer Lauridsen (født 11. oktober 1940 på Frederiksberg, død 8. januar 2013) var en dansk dr. jur., advokat, professor og erhvervsleder.
Lauridsen vandt Københavns Universitets guldmedalje for en prisopgave, blev dr.jur. i 1974 på en disputats om rettens gyldighed og den retspolitiske argumentation. Derefter overtog han 1975 professoratet i retsfilosofi ved Københavns Universitet efter Alf Ross. I 1982 kom han til Universität Salzburg som professor i retsfilosofi. Hjemvendt var han i et år konstitueret landsdommer i Østre Landsret, men fik ikke tilbudt fast udnævnelse som dommer. I stedet tog han atter til udlandet som gæsteprofessor i München og virkede senere hen som praktiserende advokat. Blandt andet var han i 2004 forsvarer for Jønke, der blev idømt 4 års fængsel til vold. Fra 1994 til 2000 var Stuer Lauridsen administrerende direktør og bestyrelsesformand i det medieombruste Thorax Holding.
Fra 1998 var han primært bosat i henholdsvis Wien og London. Ved siden af sit mangefacetterede virke publicerede han bøger om mange områder indenfor juraen, ligesom han havde sæde i Det Samfundsvidenskabelige Forskningsråd. I 2010 skrev han krimien Sol til mørke. Op til sin død fungerede Lauridsen som advokat i Færch-sagen, der i forbindelse med hans død måtte udsættes.